# Akvariet i Bergen

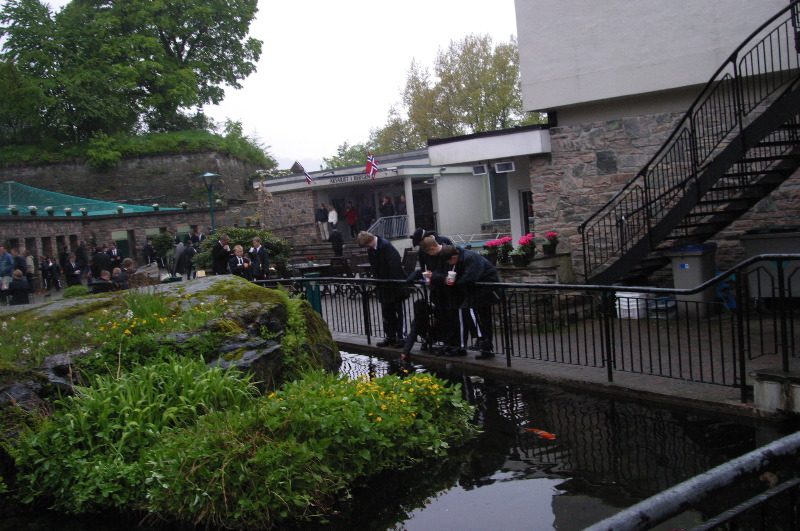
Buitenaanzicht

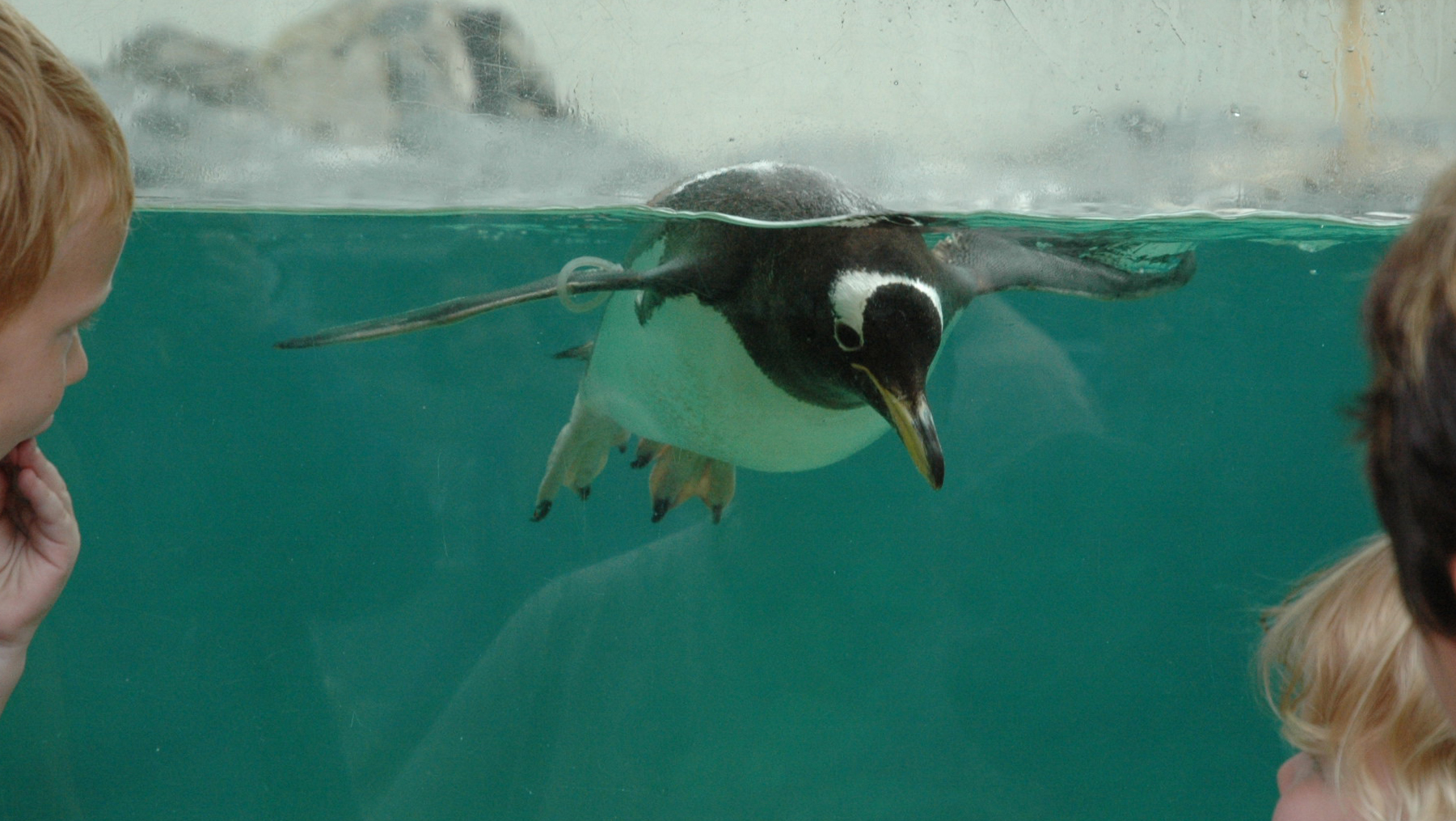
Pinguïn

Akvariet i Bergen is een aquarium in de stad Bergen in Noorwegen. Het beschikt over circa 60 aquaria met diverse soorten vissen, zeehonden en pinguïns. Binnen in het gebouw staan aquaria met vissen en zeesterren die men uit het water kan pakken, ook is er een café aanwezig. In de kelder van het gebouw zijn ook nog verschillende soorten krokodilachtigen zoals kaaimannen en alligators te bezichtigen, maar ook overige amfibieën, spinnen, opgezette typisch Noorse dieren en apen.
Ook is er elke middag in de zomer, twee keer op een dag, een zeehondenshow.